# Ran an den Feind
Ran an den Feind ist das dritte und letzte Studioalbum der deutschen Rechtsrock-Band Landser. Es erschien im Jahr 2000 über das Label Movement Records und ist seit März 2001 indiziert.

## Hintergrund
Ende 1999 mietete Christian W. einen neuen Proberaum in einem Gebäude in Potsdam-Bornim an. Dort probte die Band ab Anfang 2000 regelmäßig. Bereits wenige Monate später waren die Proben so weit fortgeschritten, dass die neue CD mit dem Titel Ran an den Feind eingespielt werden konnte.
Nach der Trennung von O. und B. benötigte die Band jedoch zunächst einen neuen Produzenten. Christian W., der Schlagzeuger der Band, war mit dem späteren Zeugen und Inhaber eines Plattenlabels Jan We. befreundet, der sich nach einer Probenteilnahme mit der Produktion des neuen Albums einverstanden erklärte. Dabei wurde vereinbart, dass We. sämtliche bei der Herstellung der CD anfallenden Kosten übernehmen und jedem Bandmitglied noch vor dem Erscheinen der CD ein Honorar von 10.000 DM auszahlen sollte. Da We. nicht über genügend finanzielle Mittel verfügte, um diese Gelder vorzustrecken, lieh er sich Geld von einem Bekannten.
Mitte des Jahres 2000 vermittelte We. dann ein Aufnahmestudio in Birmingham (Großbritannien) und besorgte Flugtickets für die Bandmitglieder. Kurz vor dem geplanten Aufnahmetermin, als die Band bereits in Birmingham angekommen war, musste der Aufnahmeort jedoch nach London verlegt werden. Die dort eingespielte Master-CD wurde von der Band nach Deutschland mitgenommen und zusammen mit einem Entwurf des Covers an We. übergeben. Dieser beauftragte wiederum den späteren Zeugen und V-Mann des Verfassungsschutzes Mirko H., der bereits mehrere Rechtsrock-CDs produziert hatte, mit dem Druck von Cover und Beiheft sowie der Pressung der CDs. Dazu übergab er ihm die Entwürfe und die Master-CD, welche er zuvor in einem Erdloch auf einer Baustelle versteckt hatte. Zunächst wurden 5.000 Exemplare hergestellt. Cover und Beiheft wurden in Polen gedruckt. Mit der Pressung der Tonträger beauftragte We. eine deutsche Firma. Ihr gegenüber verschleierte er die strafrechtlich brisanten Inhalte der CD, da sie nicht zur rechtsextremen Szene gehörte. Die Firma gab den Auftrag an ein Presswerk in Dänemark weiter. Von dort gelangten die fertigen Tonträger zurück an H., der die auf den CDs eingeprägten Nummern entfernte, um eine spätere Rückverfolgung zu verhindern.
Die CDs wurden von H. an mehrere Mittelsmänner verteilt und anschließend über eine Kette von Zwischenhändlern und Vertreibern weiterverkauft. H. gab die Pressung von 3.000 weiteren Exemplaren in Auftrag, die letzten 1.000 davon wurden jedoch nicht ausgeliefert, da die strafrechtlich brisanten Inhalte bei einer Ausgangskontrolle des Presswerks auffielen.

## Inhalt
Musikalisch sind die meisten Lieder dem Genre Hard Rock zuzuordnen. Lediglich das Stück Mitten in Europa, das ruhiger gehalten ist, und der Titel Ballade von den fickenden Chinesen weichen musikalisch ab. Thematisch widmen sich die Lieder überwiegend typisch rechtsextremen Themen. Dazu gehören vor allem die Ablehnung von als minderwertig empfundenen Ethnien und Andersdenkenden, wie Juden (Ran an den Feind, Der Hetzer), Schwarze (Reichskoloniallied, Niemals!), Chinesen (Ballade von den fickenden Chinesen), Türken (Wiedermal kein Tor (für Türkiyemspor)) und sogenannten Zecken (Der Hetzer). Dabei werden diese Personengruppen unter anderem mit abfälligen Äußerungen belegt, es wird zur Gewaltanwendung gegen sie aufgerufen oder ihre Abschiebung gefordert. Im Lied Niemals! wird außerdem der Ku-Klux-Klan verherrlicht, wobei der Refrain sich an ein Zitat aus dem Film Mississippi Burning anlehnt. Für das Titellied Ran an den Feind diente das nationalsozialistische Militärlied Bomben auf Polenland beziehungsweise später Bomben auf Engelland von Norbert Schultze als Vorlage. Im Indizintro berichtet die Band davon, dass sie sich in ihrem Wirken staatlicher Willkür und Zensur ausgesetzt sieht und die Staatsanwaltschaft sich lieber um Pädophile und Drogenhändler kümmern solle, statt CD-Kuriere zu verfolgen. Dabei wird auch ein Rundfunkbericht im Originalton wiedergegeben, der über eine erfolgte Beschlagnahmung von Landser-CDs berichtet. Im anschließenden Lied Rock gegen ZOG bezeichnet sich die Band selbst als „Terroristen mit E-Gitarre“ und stimmt den Untergang der Bundesrepublik Deutschland an. OLE fordert ebenfalls die Wiederkehr des Deutschen Reiches und verharmlost zudem den Holocaust. Landser greift weiterhin die vermeintliche politische und militärische Abhängigkeit der Bundesrepublik Deutschland von der Weltmacht USA im Stück Bundeswehrpilot auf und kritisiert deren Beteiligung am Militäreinsatz der NATO im damaligen Balkankrieg. Sag mir wo du stehst ist eine Bearbeitung des gleichnamigen Lieds der DDR-Gruppe Oktoberklub ergänzt um einen fremden- und demokratiefeindlichen Text. Es spricht den Hörer direkt an. Dabei wird gefragt, ob dieser Drogen nehme, seine Augen vor der Überfremdung verschließe oder zu den Wahlen gehe. Das Lied Volk ans Gewehr beschäftigt sich mit der vermeintlich falschen Darstellung der deutschen Wehrmacht im Zweiten Weltkrieg durch die Historiker Jan Philipp Reemtsma und Hannes Heer, zu deren Tötung aufgerufen wird, im Zuge der Wehrmachtsausstellung; der Titel spielt auf den Refrain des Marschlieds Siehst du im Osten das Morgenrot an. Weitere Themen sind die Ablehnung deutscher Politiker (Rattenplage) und der Wunsch nach dem Tod des damaligen Vizepräsidenten des Zentralrats der Juden in Deutschland Michel Friedman (Immernoch am Leben). Außerdem wird der nordische Gott Odin im Lied Lenker der Schlachten verehrt, hierbei wird im instrumentalen Teil die Melodie des Landser-Lieds Walvater Wotan nachgespielt. In der Ballade Mitten in Europa wird dem deutschen Staat Geschichtsfälschung vorgeworfen, und das Stück Wacht an der Spree ist an das Lied Die Wacht am Rhein von Max Schneckenburger und Carl Wilhelm angelehnt und ruft zum Aufstand gegen das System der Bundesrepublik Deutschland auf. Des Weiteren behandelt das Lied Braunhemd am Wedding den Mord an einem SA-Mann namens Fritz Schröder im Jahr 1931 durch Kommunisten. Das abschließende Lied Tanzorchester immervoll basiert auf der Melodie des irischen Volkslieds Whiskey in the Jar in der Version von Thin Lizzy und stellt ein Trinklied ohne rechtsextreme Textpassagen dar.

## Covergestaltung
Das Albumcover zeigt eine weiße Faust, auf der sich das Logo der Band (der Buchstabe L mit einem Schwert) befindet. Diese Faust schlägt auf verschiedene, von Rechtsextremisten abgelehnte und als minderwertig empfundene Ethnien, Minderheiten und Andersdenkende (Schwarze, Juden, Ostasiaten, Transgeschlechtliche, Punks) ein, die in einer Staubwolke verschwinden. Der Hintergrund ist blau-schwarz gehalten. Am oberen Bildrand befindet sich der weiße Landser-Schriftzug und am unteren Bildrand, ebenfalls in Weiß, der Titel Ran an den Feind.

## Titelliste
| #  | Titel                                 | Länge |
| -- | ------------------------------------- | ----- |
| 1  | Indizintro                            | 1:46  |
| 2  | Rock gegen ZOG                        | 3:33  |
| 3  | Ran an den Feind                      | 1:50  |
| 4  | OLE                                   | 1:57  |
| 5  | Reichskoloniallied                    | 2:59  |
| 6  | Bundeswehrpilot                       | 3:31  |
| 7  | Ballade von den fickenden Chinesen    | 0:38  |
| 8  | Der Hetzer                            | 1:31  |
| 9  | Sag mir wo du stehst                  | 3:36  |
| 10 | Volk ans Gewehr                       | 2:49  |
| 11 | Rattenplage                           | 1:54  |
| 12 | Niemals!                              | 1:38  |
| 13 | Wacht an der Spree                    | 3:07  |
| 14 | Mitten in Europa                      | 2:29  |
| 15 | Braunhemd am Wedding                  | 2:59  |
| 16 | Lenker der Schlachten                 | 6:04  |
| 17 | Immernoch am Leben                    | 1:44  |
| 18 | Wiedermal kein Tor (für Türkiyemspor) | 2:26  |
| 19 | Tanzorchester immervoll               | 4:08  |